# Finotina ranavaloae
Finotina ranavaloae is een rechtvleugelig insect uit de familie veldsprinkhanen (Acrididae). De wetenschappelijke naam van deze soort is voor het eerst geldig gepubliceerd in 1907 door Finot.